# 大阪市水道局
大阪市水道局（おおさかしすいどうきょく、英語: Osaka City Waterworks Bureau）は、大阪市域への水道水と工業用水の給水を行う大阪市役所の地方公営企業。

## 事業
- 浄水施設整備事業
- 配水管整備事業
- 給水装置整備事業

## 沿革
- 1895年（明治28年）11月 - 創設。初通水。
- 1995年（平成7年）11月 - 水道記念館開館。

## 組織

### 総務部
- 総務課
- 企画課
- ＩＣＴ推進課
- 連携推進課
- 職員課
- 経理課
- 管財課
- お客さまサービス課

### 工務部
- 計画課
- 工務課
- 施設課
- 配水課
- 給水課
- 柴島浄水場
- 庭窪浄水場
- 豊野浄水場
- 施設保全センター
- 水質試験所

### 水道センター
- 東部水道センター
- 西部水道センター
- 南部水道センター
- 北部水道センター[2]

## 施設
施設は以下の通り。柴島浄水場、大手前配水場、水質試験所は近代水道百選に選定されている。

### 浄水場
- 柴島浄水場
  - 給水区域 – 市内中・北・西北部
  - 給水能力 –1日 1,180,000m3
- 庭窪浄水場
  - 給水区域 – 市内南部
  - 給水能力 –1日 800,000m3
- 豊野浄水場
  - 給水区域 – 市内南部
  - 給水能力 –1日 450,000m3

### 配水場
- 構内配水池 –19池、273,600m3
- 巽配水場 –8池、100,900m3
- 城東配水場 –6池、67,000m3
- 大手前配水場 –3池、33,700m3
- 大淀配水場 –4池、55,000m3
- 泉尾配水場 –2池、24,000m3
- 住吉配水場 –2池、24,000m3
- 港配水場（休止） –2池、15,000m3
- 住之江配水場 –2池、27,300m3
- 咲洲配水場 –2池、30,000m3
- 長居配水場 –3池、42,000m3

### その他
- 楠葉取水場（枚方市）
- 水質試験所（東淀川区柴島）
- 長居配水場水力発電所（長居運動公園地下）[4]

## 水道管の老朽化
平成30年度の法定耐用年数超過管路率は48.0%で、水道事業ガイドラインに基づく業務指標を公表している給水人口上位21事業体でも奈良県の42.2%、京都市の34.3%を抑えて最も高く、管路の老朽化が進んでいる。なお、2020年度末は51%と更に悪化している。この状況を受けて2020年2月、民間事業者に配水管更新事業全般を委ねることで、更新ペースを上げる方針案を打ち出した。その内容は16年間で約1,800kmを更新、事業費約3,750億円、コストメリット (いわゆるVFM) 10.5%の事業費削減効果を見込んだものであった。同年10月から事業者を公募していた。しかし翌年9月、協議を進めていた2つの民間事業者が、採算が合わないことや、施工条件のリスクを見積もるのが難しいことなどを理由に辞退した。10月1日の記者会見で大阪市長の松井一郎はこの辞退を受けて「水道料金にはねかえるので、できるだけ事業費を抑えなさいと。業者が緩くもうけられるようなのは絶対あかんぞと言い続けて厳しすぎたのかなと」とコメントした。

## 水道料金
2018年度の1か月20m3当たりの家庭用料金は2,073円で、同21事業体でも浜松市の2,116円、北九州市の2,160円を抑え、水道料金は最も安い。なお最も高いのは札幌市の3,585円。しかし先述のように更新工事が進まず管路の老朽化が進んでいる。2021年10月の記者会見で松井市長は「水道料金はこれから上がっていきます。水道管を入れ替えれば水道料金に転嫁されて利用者負担になる。そういうルールになっていると理解してほしい」と料金値上げに言及した。

## 水道事業ガイドラインにおける主な指標
平成26年(2014年)度。 数値 は1位、 数値 は3位以内、 数値 は最下位から3位以内、 数値 は最下位
| 指標                                  | 1位（2位） 数値      | 大阪市の順位 数値 | 最下位(17位) 数値      |
| ------------------------------------- | -------------------- | ----------------- | ---------------------- |
| 自己保有水源率                        | 札幌市 他2事業体 100 | 最下位タイ 0.0    | 名古屋市 他3事業体 0.0 |
| 水質検査箇所密度 (箇所/100km2)        | 京都市 23.4          | 4位 16.9          | 札幌市 2.1             |
| 直結給水率                            | 札幌市 98.7          | 4位 93.4          | 福岡市 47.1            |
| 鉛製給水管率                          | 札幌市 他2事業体 0.0 | 9位タイ 2.1       | 京都市 20.2            |
| 普及率                                | 東京都 他3事業体 100 | 1位タイ 100       | 浜松市 96.5            |
| 経年化設備率                          | 静岡市 24.0          | 7位 43.3          | 北九州市 68.3          |
| 経年化管路率                          | さいたま市 6.6       | 最下位 43.3       | 川崎市 22.7            |
| 管路の更新率                          | 東京都 1.98          | 4位 1.36          | 福岡市 0.34            |
| 配水池耐震施設率                      | 福岡市 91.2          | 17位 18.0         | 札幌市 15.9            |
| 管路の耐震化率                        | さいたま市 43.1      | 7位 24.9          | 北九州市 5.3           |
| 経常収支比率                          | 札幌市 131.5         | 2位 122.9         | 川崎市 98.9            |
| 給水収益に対する 減価償却費の割合     | 川崎市 22.1          | 4位 27.3          | 北九州市 50.3          |
| 給水収益に対する 企業債残高の割合     | 東京都 88.6          | 12位 322.3        | 京都市 582.0           |
| 供給単価 (円)                         | 浜松市 126.3         | 9位 161.9         | 福岡市 218.0           |
| 給水原価 (円)                         | 静岡市 117.5         | 4位 138.4         | 仙台市 203.2           |
| 1箇月当たり家庭用料金 (円/20m3使用時) | 浜松市 1,960         | 1位 1,920         | 札幌市 3,320           |
| 有収率                                | 福岡市 96.2          | 最下位タイ 87.3   | 京都市 87.3            |
| 自己資本構成比率                      | 浜松市 98.5          | 14位 51.6         | 京都市 27.9            |
| 水道施設見学者割合 (人/1000人)        | 京都市 75.8          | 16位 4.5          | 堺市 0.1               |
| 配水量1m3当たり 電力消費量 (kWh/m3)   | 堺市 0.04            | 17位 0.46         | 東京都 0.53            |
| 料金未納率                            | 広島市 2.2           | 4位 3.9           | 札幌市 10.5            |
| 管路の事故割合 (件/100km)             | 札幌市 0.5           | 16位 4.8          | 京都市 15.1            |
| 給水管の事故割合 (件/1000件)          | 札幌市 0.7           | 16位 6.8          | 京都市 9.8             |
| 消火栓設置密度 (基/km)                | 川崎市 8.2           | 5位タイ 6.0       | 札幌市、浜松市 2.9     |

東京都と政令指定都市のうち県営水道から給水する千葉市・相模原市、熊本市を除く18事業体の順位。

## 広報活動

### 展示施設
- 水道記念館（東淀川区柴島）
水道事業と生活の関わりなどについて展示する施設。1914年に建設された「旧第1配水ポンプ場」の建物を保存・再利用している。

### 商品
なにわ育ちのおいしい水 ほんまや
同市の高度浄水処理水を加熱殺菌しペットボトル詰めにした商品。処理水の高い品質を広報する目的で販売されている。2007年3月から販売を開始。『くせのないまろやかなおいしさ』を標榜するほか、国の水質基準を高いレベルでクリアしたとしている。なお、外装ラベルは目立つことや女性にも手にとってもらえることを目指したピンク色とされた。2009年には販売本数が21万本、2012年1月時点では累計132万本を販売した。2011年にモンドセレクション金賞を受賞。自治体が製造・販売する飲料水では史上初の同賞受賞である。しかし2011年に大阪市長に就任した橋下徹が2012年1月に生産中止を指示したため、2012年3月に販売を終了した。
ええやん
2015年に期間限定で発売。商品内容は上記の「ほんまや」とほぼ同じ。

### マスコットキャラクター
- ぴゅあら
- じゃぐ爺